# 西祖谷山村尾井ノ内
西祖谷山村尾井ノ内（にしいややまむらおいのうち）は、徳島県三好市の町名。郵便番号は778-0101。

## 地理
三好市の中央部に位置。北は西祖谷山村戸ノ谷、西は西祖谷山村後山、南は西祖谷山村上吾橋、東は西祖谷山村重末・西祖谷山村一宇とそれぞれ接する。東境の一部は祖谷川が流れている。
地域の中央を東西に徳島県道45号西祖谷山山城線が通っており、祖谷トンネルが西隣の西祖谷山村後山と結んでいる。県道沿い周辺には道の駅にしいやや秘境の湯などがある。

### 河川
- 祖谷川

## 歴史
- 2006年（平成18年）3月1日 - 三好郡西祖谷山村が三野町・池田町・山城町・井川町・東祖谷山村と合併して三好市が発足し、現在の町名となる。

## 世帯数と人口
2021年（令和3年）12月31日現在の世帯数と人口は以下の通りである。
| 町丁               | 世帯数 | 人口 |
| ------------------ | ------ | ---- |
| 西祖谷山村尾井ノ内 | 21世帯 | 27人 |

## 小・中学校の学区
市立小・中学校に通う場合、学区は以下の通りとなる。
| 番地 | 小学校             | 中学校               |
| ---- | ------------------ | -------------------- |
| 全域 | 三好市立檪生小学校 | 三好市立西祖谷中学校 |

## 施設
- 道の駅にしいや
- 秘境の湯 - とくしま88景選定。
- 祖谷ふれあい公園
- フォレストアドベンチャー・祖谷
- 五社神社
- 金比羅神社
- 祖谷トンネル - 徳島県道45号西祖谷山山城線。

## 交通

### 鉄道
- 最寄駅はJR土讃線の大歩危駅。

### 道路
都道府県道
- 徳島県道45号西祖谷山山城線